# Lotus Evija

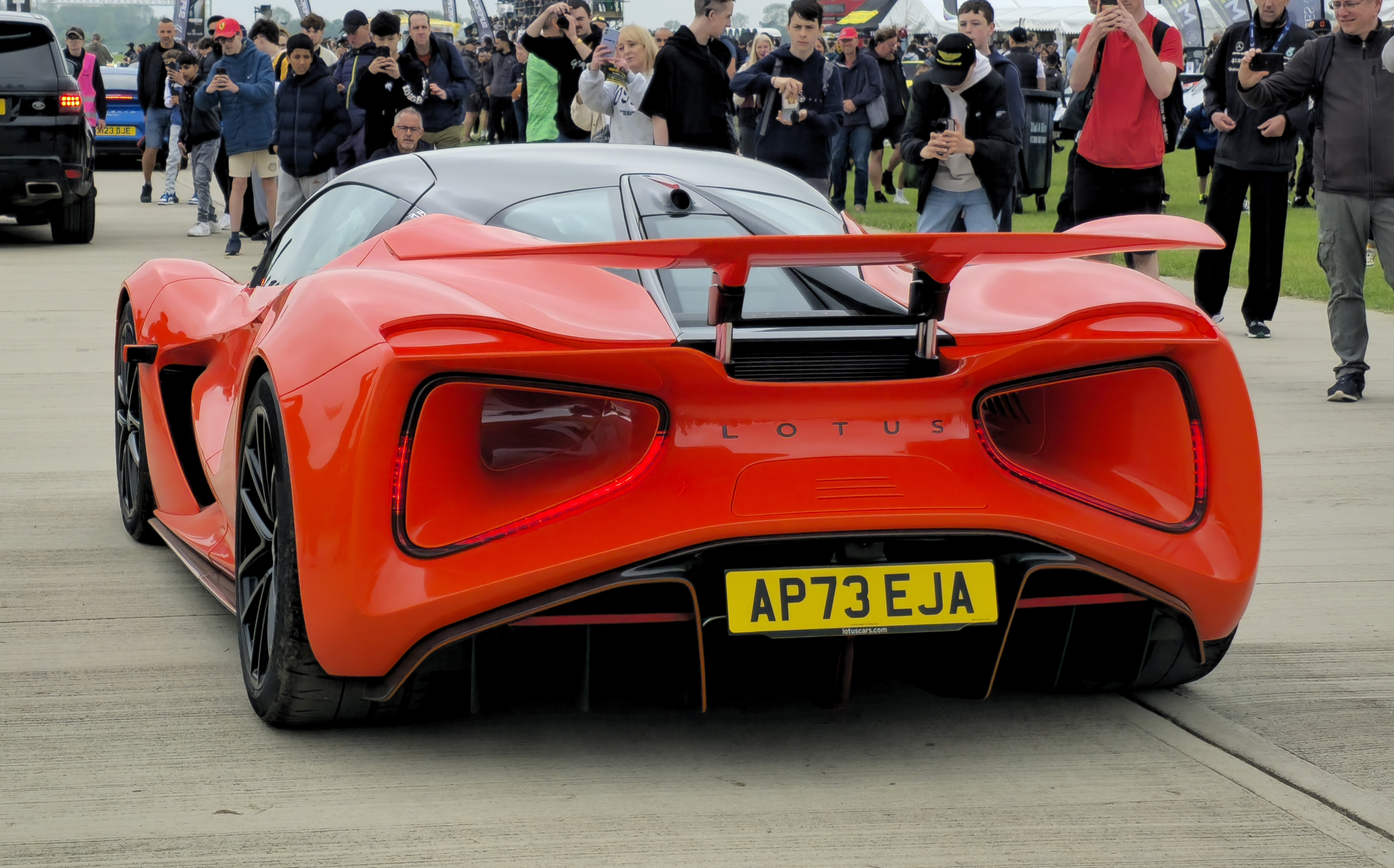
Heckansicht

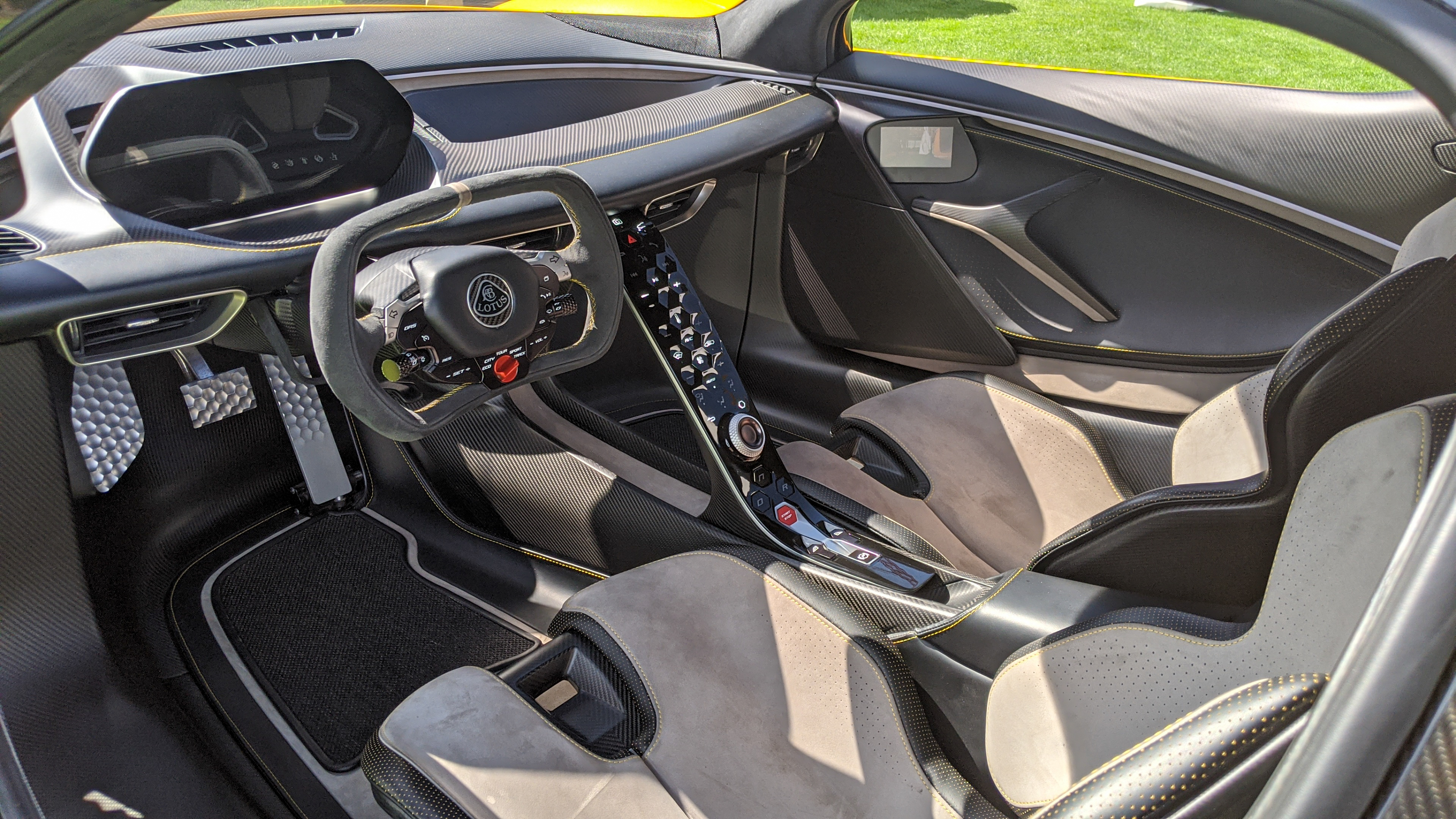
Innenansicht

Der Lotus Evija ist ein batterieelektrisch angetriebener Sportwagen in limitierter Produktion, der vom britischen Automobilhersteller Lotus Cars hergestellt wird.

## Geschichte
Das Fahrzeug wurde im Juli 2019 vorgestellt und ist das erste Elektroauto, das Lotus Cars herstellt. Die Produktion des Evija ist auf 130 Stück begrenzt.
Ein Prototyp wurde im November 2019 einem Hochgeschwindigkeitstest unterzogen. Ein Video wurde am 21. November 2019 vor seinem Debüt später an diesem Tag auf der Guangzhou Auto Show veröffentlicht. Ursprünglich sollte 2020 die Produktion des Serienfahrzeugs starten, sie wurde allerdings wegen der COVID-19-Pandemie verschoben. Das erste Fahrzeug wurde Anfang 2024 ausgeliefert.

## Name
Der Name „Evija“ leitet sich von Eva der abrahamitischen Religionen ab. Aus dem hebräischen übersetzt bedeutet der Name „lebendig“. Phil Popham, CEO von Lotus Cars, sagte: „Evija ist der perfekte Name für unser neues Auto, da es das erste brandneue Auto ist, das von Lotus als Teil der größeren Geely-Familie stammt. Mit Geelys Unterstützung werden wir ein neues Auto entwickeln.“

## Spezifikationen
Der Evija wird von einem 70-kWh-Akkupaket angetrieben, das in Zusammenarbeit mit Williams F1 entwickelt wurde und dessen Elektromotoren von Integral Powertrain geliefert werden. Jeder der vier Einzelmotoren befindet sich an einem Rad und leistet 368 kW (500 PS) bei einer Gesamtleistung von 1471 kW (2000 PS) und 1700 Nm Drehmoment. Der Lotus Evija ist das erste Lotus-Straßenauto mit einem Vollcarbon-Chassis. Der Evija hat Magnesiumräder mit Durchmessern von 20 Zoll vorne und 21 Zoll hinten, Auto Pirelli-Trofeo-R-Reifen und AP-Racing-Carbon-Keramik-Scheibenbremsen.

## Technologie
Vier kompakte Elektromotoren übertragen die Leistung auf jede Antriebswelle mit einer Zielleistung von 500 PS pro Elektromotor. Das automatische Torque-Vectoring, das durch die vier Elektromotoren ermöglicht wird, kann die Leistung innerhalb von Sekundenbruchteilen sofort auf jede Kombination von zwei, drei oder vier Rädern verteilen. Im Track-Modus kann der Radius der Kurven durch die Möglichkeit, einzelnen Rädern mehr Leistung zu verleihen, verringert werden. Es gibt fünf Fahrmodi – Reichweite, Stadt, Tour, Sport und Strecke – mit verschiedenen Leistungsmerkmalen des Fahrzeugs, die je nach Auswahl aktiviert oder deaktiviert werden können. Der Evija ist mit einer ESP-Stabilitätskontrolle ausgestattet, um die Sicherheit unter allen Straßenbedingungen zu gewährleisten. Der Allradantrieb sorgt für zusätzlichen Grip. Die Lenkung erfolgt über ein elektrohydraulisches System.

## Performance
Mit einer Zielleistung von 1471 kW (2000 PS) Leistung und 1700 Nm Drehmoment soll der Lotus Evija das leistungsstärkste Serienauto der Welt werden. Lotus behauptet, dass der Evija in weniger als drei Sekunden von 0 auf 100 km/h und in weniger als neun Sekunden von 0 auf 300 km/h beschleunigen soll. Die Höchstgeschwindigkeit soll bei 320 km/h liegen.